# Enicospilus aktites
Enicospilus aktites là một loài tò vò trong họ Ichneumonidae.